# Steve Smith (comédien)
Pour les articles homonymes, voir Steve Smith et Smith.
Steve Smith, CM est un acteur, scénariste, producteur et réalisateur canadien né le 24 décembre 1945 à Toronto (Canada).

## Filmographie

### comme Acteur
- 1979 : Smith & Smith's Comedy Mill (série télévisée) : Red Green / Various Roles
- 1983 : Getting It On : Video Store Clerk
- 1985 : Delta Pi : Party Rowdy
- 1986 : Me and Max (série télévisée) : Uncle Red
- 1991 : The Red Green Show (série télévisée) : Red Green
- 1994 : Sherlock: Undercover Dog : Inquisitive Tourist
- 1994 : À toute allure (The Chase) : Finale Cop 1
- 1999 : Shadow Lake (TV) : Bartender
- 2000 : Santa Who? (TV) : Tree Lot Guard
- 2002 : Duct Tape Forever : Red Green
- 2002 : Le Fils du Père Noël (Mr. St. Nick) (TV) : Policeman tied up
- 2004 : Steve Smith Playhouse (série télévisée) : Host

### comme Scénariste
- 1997 : Go Girl! (série télévisée)
- 2002 : Duct Tape Forever

### comme Producteur
- 1986 : Me and Max (série télévisée)
- 1991 : The Red Green Show (série télévisée)

### comme Réalisateur
- 1986 : Me and Max (série télévisée)
- 1991 : The Red Green Show (série télévisée)